# San Miguel del Bagá
San Miguel del Bagá es una ciudad ganadera de la provincia cubana de Camagüey.

## Contexto geográfico
Está situada  en la costa norte del país, cerca del estrecho del Bagá, con una extensión de 123,34 kilómetros cuadrados. 

## Datos básicos
- Población: 3.457 habitantes (2012)

## Economía local
La localidad es un centro ganadero y agricultor, cercano al polo turístico de Santa Lucía.

## Historia
El pueblo de San Miguel del Bagà, fundado por emigrantes franceses de Nueva Orleans en el año de 1716, cuyas principales industrias eran el cultivo de algodón y la ganadería, con mano de obra esclava. Varios huracanes pasan por el lugar destruyéndolo parcialmente y en 1817 se vuelve  a reconstruir la villa una vez más con ayuda de emigrantes franceses, que robustecieron su industria de algodón. En 1801 los piratas ingleses atacan el Bagá y San Miguel, destruyéndolo todo y quemándolo hasta sus cimientos, quedando solo en pie solo los muros renegridos de la Iglesia Colegiata consagrada al Arcángel San Miguel.
Tenía una posición clave en el mantenimiento del poderío español durante la colonia de Cuba, por lo que se construyeron en el lugar una serie de fortines y almacenes militares que constituyan la llamada Trocha del Este, una línea defensiva aún por estudiar en profundidad por historiadores cubanos y españoles. A la villa la rodeaba un muro de piedra con aspilleras y dos entradas: la llamada puerta de San Miguel con  la figura del santo a bajorrelieve y la de San Fernando con una imagen de un dragón rampante. Desgraciadamente la muralla fue derruida a principios del siglo XX y los vecinos usaron sus bloques para construir sus casas. La figura del dragón rampante se veía semienterrada hasta mediados del siglo XX, cuando desapareció del lugar.  Existía una línea de ferrocarril que constituía el medio de transporte entre la villa de San Miguel y el importante embarcadero del Bagá y cuyos restos se podía ver hasta inicios del siglo XXI. Existía una casa de la moneda en el puerto del Bagá, donde se acuñó el dinero que sustentó la guerra de 1868 de los españoles contra de los rebeldes cubanos. Allí existe un cementerio donde estén enterrados los soldados que fallecieron en la guerra del 1868 y donde se han hallado restos de cadáveres, joyas y armas usadas en la guerra.
El poblado fue quemado dos veces por los insurrectos cubanos en las guerras de independencia de 1868 y 1895. Actualmente tiene una de las arquitecturas coloniales mejores conservada de América Latina, con una Iglesia Colegiata que tiene en su estructura gárgolas con extraños símbolos paganos y cruces occitanas. En la tradición local existe el culto a las diosas por parte de grupos masónicos constituidos por los oficiales de los mambises cubanos durante el siglo XIX. Leyendas urbanas dicen que las cenizas del Mayor General Ignacio Agramonte están enterradas en el lugar. 
Allí pasó la infancia escritor cubano español Victor Hugo Pérez Gallo.
Actualmente es un pequeño poblado dedicado a la ganadería y a la pesca.